# 约瑟夫·尤斯图斯·斯卡利杰
约瑟夫·尤斯图斯·斯卡利杰（Joseph Justus Scaliger，1540年8月5日—1609年1月21日）是法国加爾文主義宗教领袖和学者。他在荷兰度过了他生命中的最后十六年。

## 早年生活
1540年，约瑟夫·尤斯图斯·斯卡利杰出生于法国阿让。他曾在波尔多的吉耶讷学院学习了三年，後來由於1555年第二次鼠疫大流行的爆发而中斷學業。 